# Castello di Odawara

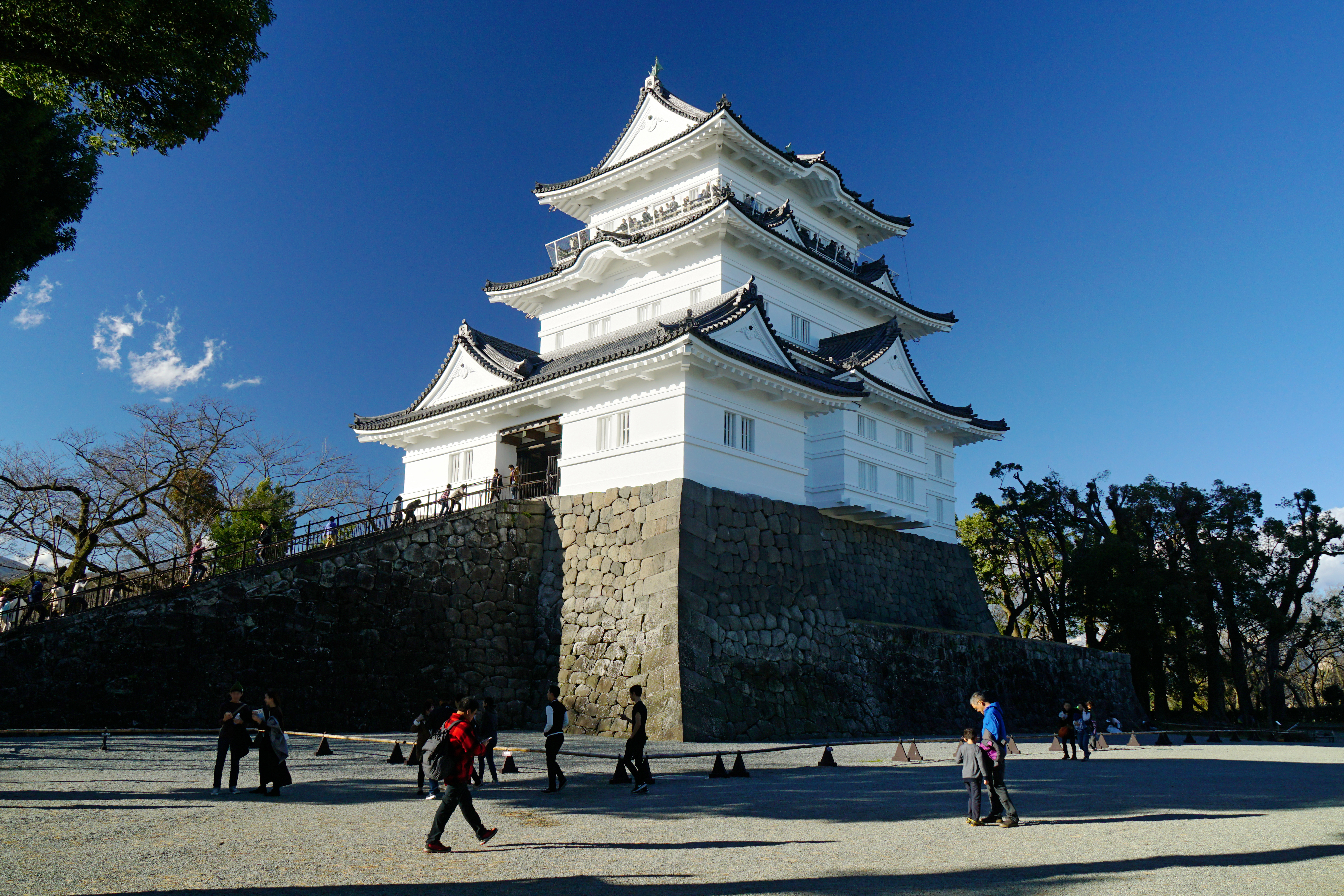
Il castello di Odawara

Il Castello di Odawara (小田原城?, Odawara-jō) è castello della città giapponese di Odawara nella prefettura di Kanagawa.

## Storia
Fu la roccaforte di vari daimyō durante il periodo Muromachi della storia giapponese. Dal 1495 in poi, cinque generazioni del tardo clan Hōjō possedettero il castello. Il castello era difficile da espugnare in quanto situato su una collina, circondato da fossati sul lato basso e da trincee asciutte sul lato della collina, con argini, muri e precipizi collocati tutt'intorno all'edificio, consentì ai difensori di respingere gli attacchi dei grandi guerrieri Uesugi Kenshin e Takeda Shingen. Nel 1590 Toyotomi Hideyoshi prese il castello e assegnò i possedimenti degli Hōjō a Tokugawa Ieyasu, che insediò a Odawara il clan Ōkubo.
Durante il periodo Edo, la collocazione strategica di Odawara sulla strada del Tōkaidō, tra la città montuosa di Hakone e la baia di Sagami, conferì al castello grande importanza geo-politica. Oltre a controllare il tratto della Tōkaidō tra il quartier generale di Tokugawa e Edo, sovrastava le postazioni ad ovest di Hakone, incluse Sumpu (Shizuoka), Hamamatsu e Nagoya.
Il Castello di Odawara fu distrutto dal governo Meiji e fu ricostruito nel 1960 su una collina sopra Odawara. Attualmente ospita un museo ed è considerato un importante monumento storico.

## Accesso
Il castello si trova a 10 minuti di cammino dalla stazione di Odawara, che serve le seguenti linee:
- JR Central, Tōkaidō Shinkansen
- JR East, linea principale Tōkaidō e linea Shōnan-Shinjuku
- Ferrovie Odakyū, linea Odawara
- Ferrovia Hakone Tozan, linea Hakone Tozan
- Ferrovia Izuhakone, linea Daiyūzan